# جامعة الشرق الأدنى
جامعة الشرق الأدنى (بالتركية: Yakın Doğu Üniversitesi)‏ هي جامعة خاصة تقع في قبرص الشمالية . تأسست عام 1988 من قبل سعاد كونسل

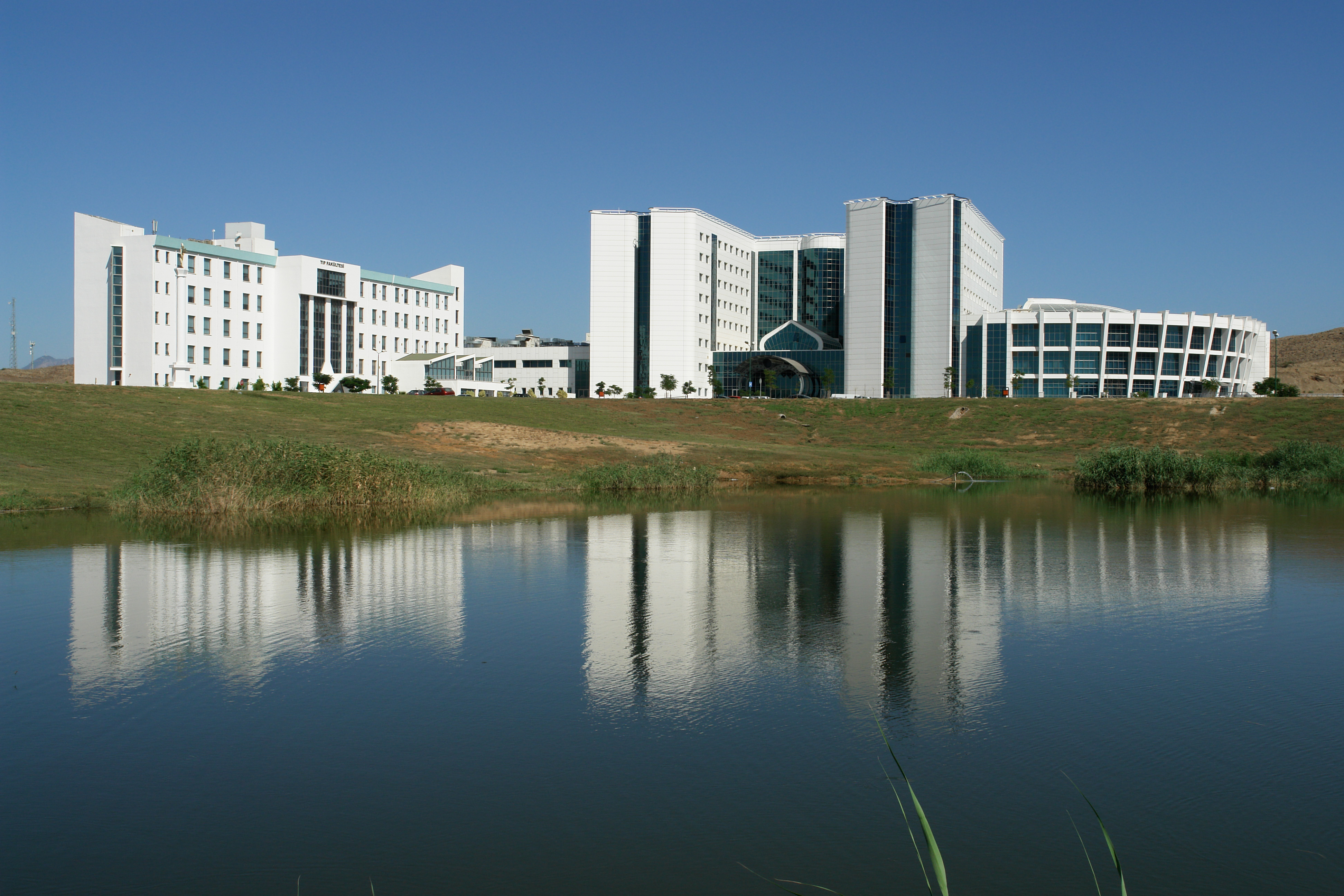
مستشفى جامعة الشرق الأدنى جوار كلية الطب

## كليات الجامعة
تحتوي جامعة الشرق الأدنى على 16 كلية مع 90 قسم . وفيما يلي قائمة بالكليات
- كلية أتاتورك للتربية
- كلية العمارة
- كلية الآداب والعلوم
- كلية الاتصالات
- كلية طب الأسنان
- كلية اللاهوت
- كلية الاقتصاد والعلوم الإدارية
- كلية الهندسة
- كلية الفنون الجميلة والتصميم
- كلية العلوم الصحية
- كلية الحقوق
- كلية الدراسات البحرية
- كلية الطب
- كلية الفنون المسرحية
- كلية الصيدلة
- كلية الطب البيطري

## تكلفة الدراسة
في 2017 بلغت الرسوم الدراسية السنوية 5,600 يورو،اما الطب البشري وطب الاسنان بلغت 11,500 يورو، بالإضافة إلى 5٪ ضريبة القيمة المضافة و 105 يورو رسوم التسجيل و 200 يورو رسوم النشاط الاجتماعي السنوية و 50 يورو للتأمين الصحي

## وصلات خارجية
- موقع جامعة الشرق الأدنى (التركية)